# Oleg Putilenko
Oleg Wiktorowicz Putilenko, ros. Олег Викторович Путиленко (ur. 12 sierpnia 1966 w Ufie) – rosyjski hokeista.

## Kariera
- Saławat Jułajew Ufa (1982-1986)
- SKA Swierdłowsk (1986-1987)
- Saławat Jułajew Ufa (1988-1989)
- Progriess-SzwSM Grodno (1989-1991)
- HK Nioman Grodno (1991-1993)
- Biełstal Żłobin (1994-1995)
- TTH Metron Toruń (1995/1996)
- HK Nioman Grodno (1995/1996)
- HK Woroneż (1997-1999)
- HK Nioman Grodno (1990-2000)

Wychowanek szkoły SDJuSzOR klubu Saławat Jułajew Ufa. Wychowanek trenera Władimira Worobjowa. W latach 80. grał w macierzystym klubie Saławat Jułajew Ufa. Występował w polskiej lidze w drużynie z Torunia w sezonie 1995/1996.
Zamieszkał w Hiszpanii.

## Sukcesy
Klubowe
- Złoty medal wyższej ligi: 1985 z Saławatem Jułajew Ufa
- Srebrny medal mistrzostw Białorusi: 1993 z Niomanem Grodno
- Brązowy medal mistrzostw Białorusi: 1996, 2000 z Niomanem Grodno
- Złoty medal Wschodnioeuropejskiej Ligi Hokejowej: 1996 z Niomanem Grodno
- Brązowy medal mistrzostw Polski: 1996 z TTH Toruń